# Download to Donate for Haiti
Download to Donate for Haiti je kompilační album několika umělců. Vydáno bylo 19. ledna 2010 prostřednictvím společností Machine Shop a Warner Bros. Records. Album produkoval zpěvák Mike Shinoda a spoluprodukoval ho Enrique Iglesias. V roce 2005 založila skupina Linkin Park projekt s názvem Music for Relief, který pomáhá obětem tsunami, zemětřesení a jiných katastrof.
V roce 2011 vyšlo pokračování alba s názvem Download to Donate for Haiti V2.0.

## Pozadí alba
Projekt zahájila organizace Music for Relief, která spolupracuje s OSN, organizací Habitat for Humanity a skupinou Dave Matthews Band's. Společně zajistily potraviny, vodu, zdravotnický materiál a bydlení pro osoby postižené zemětřesením na Haiti v roce 2010. Mike Shinoda a Enrique Iglesias propagovali kompilaci v pořadu Larry King Live. Kompilace vynesla přibližně 270 000 dolarů a stáhlo si ji 115 000 lidí.

## Seznam skladeb
| #  | Název skladby                         | Interpret                            | Délka |
| -- | ------------------------------------- | ------------------------------------ | ----- |
| 1  | "Not Alone"                           | Linkin Park                          | 4:12  |
| 2  | "Mother Maria"                        | Slash feat. Beth Hart                | 5:35  |
| 3  | "Never Let Me Down"                   | Kenna                                | 3:13  |
| 4  | "Heroes"                              | Peter Gabriel                        | 4:02  |
| 5  | "Still" (Akustická verze))            | Alanis Morissette                    | 5:33  |
| 6  | "Resurrection"                        | Kenna feat. Lupe Fiasco              | 4:07  |
| 7  | "We Are One"                          | Hoobastank                           | 4:47  |
| 8  | "The Wind Blows" (Skrillex Remix)     | The All-American Rejects             | 4:57  |
| 9  | "It Must Be Love"                     | Enrique Iglesias                     | 3:45  |
| 10 | "Typical Situation" (živě)            | Dave Matthews Band                   | 12:58 |
| 11 | "Make Tomorrow Today"                 | Peter Gabriel                        | 4:10  |
| 12 | "Slipstream" (Slimmed Down Mix)       | The Crystal Method feat. Jason Lytle | 5:30  |
| 13 | "Gold Guns Girls (Mike Shinoda Remix) | Metric                               | 5:12  |
| 14 | "Times Like These" (živě)             | Jack Johnson                         | 2:37  |
| 15 | "Butterfly"                           | Weezer feat. Allison Allport         | 2:52  |
| 16 | "Gargoyle" (živě)                     | Dinosaur Jr.                         | 6:11  |
| 17 | "Look Away"                           | Mickey Hart                          | 5:58  |
| 18 | "Jonah"                               | Guster                               | 3:23  |